# Kanurijština
Kanurijština je jazykové kontinuum používané (podle údajů z roku 1987) přibližně čtyřmi miliony mluvčích v Nigérii, Nigeru, Čadu a Kamerunu a malými menšinami v jižní Libyi a Súdánu. Patři mezi západní saharský podkmen nilosaharských jazyků. Jde o jazyk spojený s říšemi Kanem a Bornu, které ovládaly oblast Čadského jezera přibližně tisíc let.
Jde o tradiční lingua franca tohoto regionu, jeho použití však v posledních letech klesá. Mnoho mluvčích používá jako druhý jazyk hauštinu nebo arabštinu.

## Příklady

### Číslovky
| Kanurijsky | Česky |
| tiló       | jeden |
| indí       | dva   |
| yaskǝ      | tři   |
| dégǝ       | čtyři |
| úgù        | pět   |
| ɑrɑskǝ     | šest  |
| túlùr      | sedm  |
| wuskú      | osm   |
| lǝgár      | devět |
| megú       | deset |

## Vzorový text

### Všeobecná deklarace lidských práv
| kanurijsky | Adamgana woso kambe katambo ye daraja-a hakkiwa-ason kalkalye. Hankal-a nazaru-asoro kəzəpkə ye suro hal nəmharamiben kamazasoga letaiyin ye. |
| česky      | Všichni lidé se rodí svobodní a sobě rovní co do důstojnosti a práv. Jsou nadáni rozumem a svědomím a mají spolu jednat v duchu bratrství.    |